# Parodia taratensis
Parodia taratensis är en kaktusväxtart som beskrevs av Martín Cárdenas Hermosa. Parodia taratensis ingår i släktet Parodia och familjen kaktusväxter. Inga underarter finns listade i Catalogue of Life.